# Twiningia albacosta
Twiningia albacosta är en insektsart som beskrevs av Beamer 1942. Twiningia albacosta ingår i släktet Twiningia och familjen dvärgstritar. Inga underarter finns listade i Catalogue of Life.